# Harry Dowd
Henry William "Harry" Dowd (født 4. juli 1938, død 7. april 2015) var en engelsk fodboldspiller (målmand).
Dowd startede sin karriere hos Manchester City, som han repræsenterede i ni sæsoner. Han debuterede for klubben i december 1961 i et nederlag til Blackburn, og var med til at vinde både det engelske mesterskab og FA Cuppen med klubben. Senere repræsenterede han også Stoke City, Oldham Athletic og Northwich Victoria.

## Titler
Engelsk mesterskab
- 1968 med Manchester City

FA Cup
- 1969 med Manchester City